# Ozyptila varica
Ozyptila varica är en spindelart som beskrevs av Simon 1875. Ozyptila varica ingår i släktet Ozyptila och familjen krabbspindlar.
Artens utbredningsområde är Algeriet. Inga underarter finns listade i Catalogue of Life.